# کوالیس
کوالیس (انگلیسی: Qualys) شرکت فناوری اطلاعات آمریکایی است، که در سال ۱۹۹۹ توسط گیلز سامون تأسیس شد.